# Mary (provincie)
Mary is een provincie in Turkmenistan met een bevolking van 1.146.800.

## Districten
Mary is onderverdeeld in de volgende districten:
- Baýramaly (stad)
- Baýramaly
- Garagum
- Mary
- Murgap
- Oguzhan
- Sakarçäge
- Serhetabat
- Tagtabazar
- Türkmengala
- Wekilbazar
- Ýolöten